# Jos Verlooy (ruiter)
Jos Verlooy jr. (Herentals, 15 december 1995) is een Belgisch springruiter. 

## Levensloop
In 2019, 2020 en 2021 werd hij Belgisch kampioen. Hij was daarmee de eerste ruiter die er in slaagde drie jaar op rij te winnen. Daarnaast behaalde hij in 2019 individueel brons op het Europees kampioenschap in het Nederlande Rotterdam en met het Belgisch jumpingteam (dat verder bestond uit Pieter Devos, Jérôme Guéry en Grégory Wathelet) behaalde hij er goud. In 2021 haalde hij brons met het Belgisch jumpingteam (Pieter Devos, Olivier en Nicola Philippaerts) op het EK in het Duitse Riesenbeck.
Hoewel geselecteerd voor de Olympische Zomerspelen van Tokio in 2021, liet hij verstek gaan omwille van een blessure bij zijn paard Igor.
Zijn vader Axel en zijn grootvader Jos waren eveneens actief in de paardensport. Zowel zijn vader als grootvader organiseerden nationale en internationale wedstrijden. Tevens was zijn vader actief als ruiter en is hij eigenaar van Eurohorse.